# Capilla Real de la Mezquita-catedral de Córdoba
La Capilla Real de la Mezquita-Catedral de Córdoba es una capilla situada en el interior de la Mezquita-catedral de Córdoba.
Fue fundada por Enrique II de Castilla para sepultar en ella los restos de Fernando IV y Alfonso XI, reyes de Castilla y León, aunque en la actualidad los restos mortales de ambos monarcas reposan en la iglesia de San Hipólito de Córdoba.

## Descripción
La Capilla Real es de estilo mudéjar, ya que fue construida por cristianos pero incorporando ornamentación de estilo árabe. En el flanco oeste de la Capilla Real está colocada la inscripción fundacional de la Capilla Real:

Este es el muy alto rrey Don Enrique por honra del cuerpo del rey su / padre esta capiella mando facer. Acabose en la era de M e CCCCIX ans.

El recinto superior de la capilla mide 8,92 por 5,59 metros, y su altura desde el pavimento de la catedral es de 19 metros. El acceso a la planta alta de la capilla se realizaba a través de dos puertas situadas en el costado occidental, a las que se tenía acceso desde el presbiterio de la capilla de Villaviciosa, desaparecido en la actualidad.
La capilla es rectangular y está cubierta por una bóveda de arcos entrecruzados con plementería de mocárabes. Los muros de los lados menores están adornados con arcos polilobulados, mientras que en los lados mayores de la capilla hay tres arcos idénticos entre sí que sostienen una rica decoración de yeserías, que se extiende a lo largo de todos los muros de la capilla.
La parte baja del interior de la capilla está decorada con yeserías de motivos variados de estilo nazarí, y fueron realizadas en la época de Enrique II de Castilla, al igual que los zócalos y el pavimento de la capilla.
En la hornacina central de la capilla se encuentra colocada una imagen de San Fernando, esculpida en el siglo XVIII.

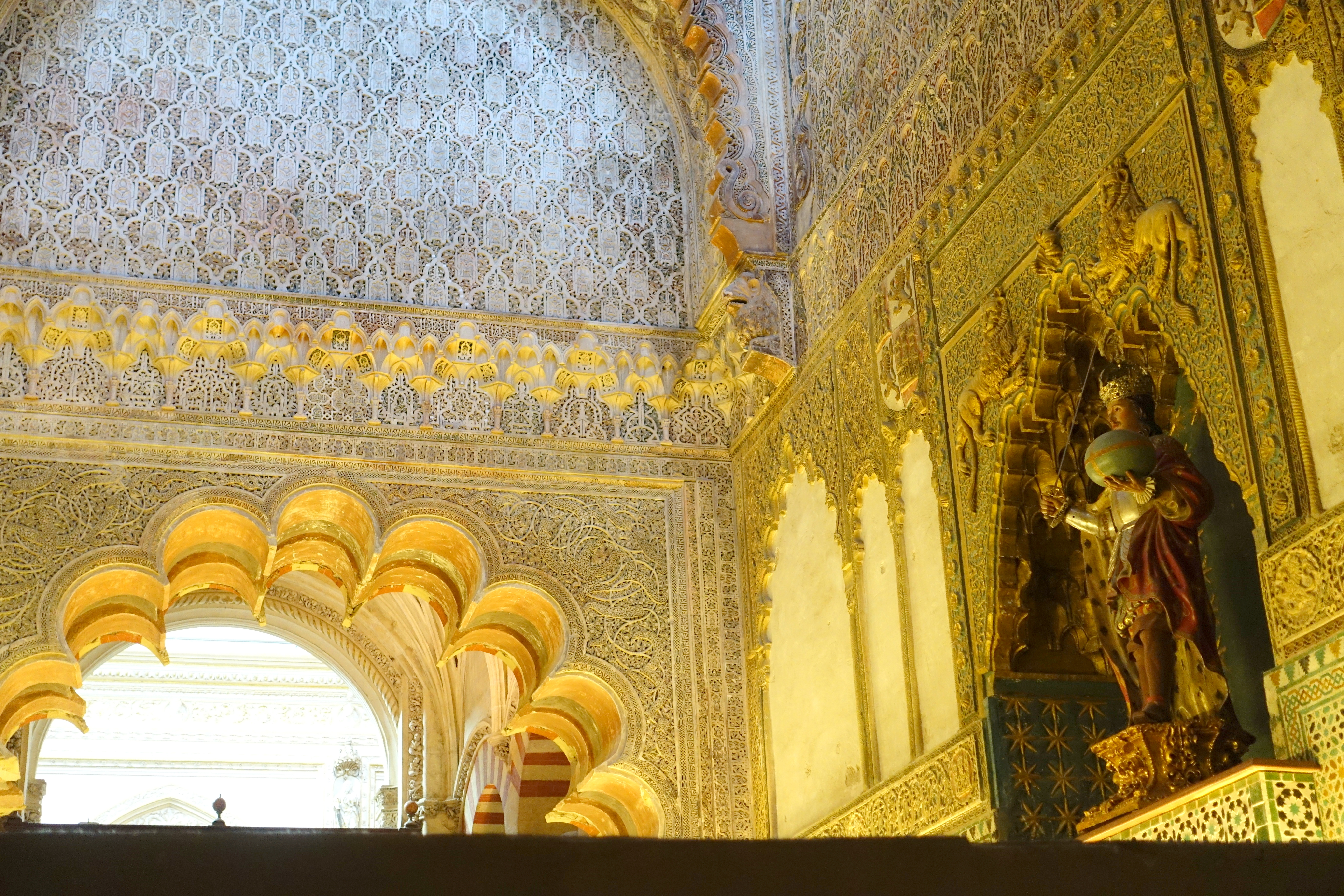
Imagen del Rey San Fernando III, en el muro este de la capilla - Obra anónima,.

## Construcción de la Capilla Real
Diversos historiadores afirmaron en el pasado que la Capilla Real fue comenzada a construir por Alfonso X el Sabio con la intención de edificar su propia capilla funeraria aunque, como dicho proyecto no fue ejecutado, la capilla comenzada sirvió de sacristía a la capilla de Villaviciosa. No obstante, no existe ningún documento que avale la teoría de que la actual Capilla Real fuera ejecutada durante el reinado de Alfonso X. El análisis de la Capilla Real permite diferenciar tres etapas constructivas:
- La obra realizada en época del califa Alhakén II.
- La intervención realizada en la Capilla Real en el siglo XIII o principios del siglo XIV.
- La creación de la Capilla Real en 1371.

### La obra realizada en época del califa Alhakén II y la intervención realizada en elsigloXIIIo principios delsigloXIV
Durante la ampliación de la Mezquita llevada a cabo por el califa Alhakén II, en el siglo X, se construyó el arco de once lóbulos de su lado norte, los arcos entrecruzados del lado oeste, visible desde la capilla de Villaviciosa, y la estructura de la cúpula que cubre la capilla, que sería redecorada en el siglo XIV.
En el muro meridional de la Capilla Real se colocó después del siglo X, pero antes de 1371, un arco de once lóbulos que descansa sobre columnas pareadas provistas de capiteles dobles reutilizados.

### La creación de la Capilla Real (1371)
En 1371, por deseo de Enrique II de Castilla, se terminó de edificar la Capilla Real de la Mezquita-Catedral de Córdoba, y a ella fueron trasladados los restos mortales de Fernando IV y Alfonso XI. En esos momentos se colocó el suelo elevado que en la actualidad cubre la Capilla Real y se redecoró con yeserías mudéjares todo el espacio superior de la capilla, que estaba concebida como un túmulo elevado.
En el piso superior de la capilla estaban sepultados los monarcas Fernando IV y Alfonso XI, en ataúdes de madera, estando el de Fernando IV colocado en el lado del Evangelio y el de Alfonso XI en el lado de la Epístola, según se deduce de un informe elaborado por Bernardo José Aldrete en 1637 con el fin de que la nueva Capilla Real de la Mezquita-catedral no fuera construida aquí.
En 1362 Pedro de Jérica, descendiente de Jaime I el Conquistador, y que había acudido al reino de Castilla y León para servir a Pedro I de Castilla en su lucha contra el rey de Granada, dispuso que su cadáver fuera sepultado en la Capilla Real de la Mezquita-catedral de Córdoba, a los pies de donde estaba enterrado Alfonso XI.
En el siglo XVI, el cuerpo inferior de la Capilla Real, conocido como Capilla de los Santos Juanes, fue utilizado por el arcediano Francisco de Simancas para sepultar en él a varios de sus familiares, para lo cual había obtenido la correspondiente autorización en 1540, y ello confirma el hecho de que los restos mortales de Fernando IV y Alfonso XI estaban sepultados en el cuerpo superior de la Capilla Real.

## Entierros de Fernando IV y Alfonso XI

### Entierro de Fernando IV
En septiembre de 1312, poco después de su defunción, los restos mortales de Fernando IV de Castilla fueron trasladados a la ciudad de Córdoba, y el día 13 de septiembre fueron sepultados en una capilla de la Mezquita-Catedral de Córdoba, a pesar de que su cadáver debería haber recibido sepultura en la Catedral de Toledo junto a su padre, el rey Sancho IV, o bien en la catedral de Sevilla junto a su abuelo paterno, Alfonso X, y su bisabuelo paterno, Fernando III.

No obstante, debido a las altas temperaturas que se dieron en el mes de septiembre del año 1312, la reina Constanza de Portugal, viuda de Fernando IV, y el infante Pedro de Castilla, hermano del difunto rey, decidieron dar sepultura a los restos mortales de Fernando IV en la Mezquita-Catedral de Córdoba. La Crónica de Alfonso XI menciona la causa que motivó la sepultura de los restos mortales de Fernando IV en la ciudad de Córdoba:

"El otro dia después que le alzaron rey, acordaron de levar a enterrar el cuerpo del rey Don Fernando su padre a la ciubdat de Cordova, que era cerca dende, ca non le podían levar a Toledo nin a Sevilla por razón de las muy grandes calenturas que facia."

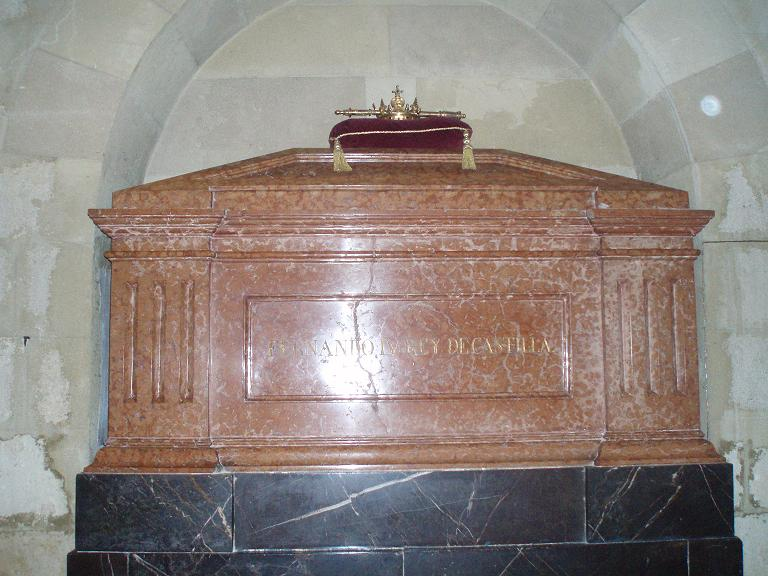
Sepulcro del rey Fernando IV de Castilla en la iglesia de San Hipólito de Córdoba.

El cortejo fúnebre que acompañó los restos de Fernando IV hasta Córdoba fue presidido por la reina Constanza de Portugal y por su cuñado, el infante Pedro de Castilla. El cadáver del soberano fue depositado en una de las capillas de la Mezquita-Catedral de Córdoba por disposición de su esposa, quien fundó además seis capellanías y dispuso que en el mes de septiembre se celebrase el aniversario perpetuo en memoria del difunto rey. Hasta que transcurrió un año desde la defunción del monarca, cuatro cirios ardieron permanentemente junto a su sepultura y, diariamente, durante ese año, el obispo de la ciudad y el cabildo catedralicio entonaron responsos una vez al día por el alma del difunto rey junto a su sepultura.

### Entierro de Alfonso XI
En 1350, mientras sitiaba Gibraltar, falleció el rey Alfonso XI el Justiciero, hijo de Fernando IV el Emplazado, a los 39 años de edad, como consecuencia de haber contraído la peste, y en un primer momento fue sepultado en la Capilla Real de la Catedral de Sevilla, junto a sus antepasados, los reyes Fernando III el Santo y Alfonso X el Sabio. No obstante, Alfonso XI deseaba ser sepultado en la iglesia de San Hipólito de Córdoba junto a su padre, el rey Fernando IV.
En 1371 fueron terminadas las obras de la Capilla Real de la Mezquita-Catedral de Córdoba y, ese mismo año, los restos mortales de Alfonso XI fueron trasladados a la Capilla Real de la Mezquita-Catedral de Córdoba por orden de su hijo, Enrique II de Castilla, donde fueron depositados junto a los de su padre, el rey Fernando IV.
Los restos de ambos monarcas permanecieron en la Capilla Real durante varios siglos, depositados en ataúdes de madera, que fueron colocados en la parte superior de la Capilla Real. En 1571, durante una visita a la ciudad de Córdoba, el rey Felipe II solicitó que los ataúdes que contenían los restos de los dos monarcas fueran abiertos en su presencia, y el monarca pudo contemplar entonces los restos de sus dos antepasados y, según refiere el cronista Miguel Salcedo Hierro, durante la apertura de los ataúdes los presentes pudieron comprobar que el estoque de Alfonso XI había desaparecido, a diferencia del de su padre, que sí se conservaba junto a sus restos. Felipe II ordenó al deán de la catedral, que le explicó al soberano que se había roto mientras un sacristán lo limpiaba, que reemplazase el estoque perdido, aunque teniendo en cuenta que el nuevo debería ser un estoque real.

### Traslado de los restos mortales de Fernando IV y Alfonso XI a la iglesia de San Hipólito
En 1728, el Papa Benedicto XIII expidió una bula por la que la Capilla Real de la Mezquita-catedral de Córdoba quedaba adscrita a la iglesia de San Hipólito de Córdoba, y ese mismo año, después de varias rogativas por parte de los canónigos de la iglesia de San Hipólito de Córdoba, que habían solicitado a Felipe V que los restos de Fernando IV y de Alfonso XI fueran trasladados a su colegiata, el rey autorizó el traslado de los restos de los dos monarcas, que estaban sepultados en la Capilla Real de la Mezquita-Catedral de Córdoba.
La iglesia de San Hipólito de Córdoba fue fundada por el rey Alfonso XI en 1343, y formó parte de un monasterio edificado como agradecimiento por su victoria en la Batalla del Salado, librada en el año 1340 y, también, para destinar la iglesia del cenobio a panteón real, pues Alfonso XI deseaba que en ella recibieran sepultura los restos de su padre, el rey Fernando IV el Emplazado, que había fallecido en el año 1312, y en esos momentos estaba sepultado en la Mezquita-Catedral de Córdoba, y también porque deseaba que sus propios restos mortales descansasen allí. El día 17 de julio de 1343, hallándose en el sitio de Algeciras, Alfonso XI el Justiciero donó al monasterio de San Hipólito diversos bienes que habían pertenecido a Martín Pérez y a Ruy Pérez de Castro, y que en esos momentos se hallaban en manos de la cámara del rey, y el sobernano encomendó a Fernán Rodríguez, su camarero mayor, la administración de los mismos.
En 1729 se iniciaron las obras para la terminación de la iglesia de San Hipólito, que se dieron por finalizadas en 1736, y en la noche del día 8 de agosto de 1736, con todos los honores, los restos mortales de Fernando IV y de Alfonso XI fueron trasladados a la iglesia de San Hipólito de Córdoba, en la que reposan desde entonces. Al mismo tiempo, los canónigos de San Hipólito trasladaron a su colegiata todos los bienes muebles de la Capilla Real de la Mezquita-Catedral.

## Inventarios del patrimonio de la Capilla Real
Se conservan dos inventarios del patrimonio de la Capilla Real. Uno fue realizado en el año 1502, y el otro en el año 1512. En el inventario de 1512 figuraban tres cálices de plata, dos ampollas de plata y otras dos de estaño, una cruz de jaspe, dos pares de candeleros, dos atriles de madera, cuatro misales, un arcón para el archivo y varios ornamentos litúrgicos.
No obstante, en 1736, coincidiendo con el traslado de los restos mortales de los reyes aquí sepultados, todo el patrimonio mueble de la Capilla Real fue trasladado a la iglesia de San Hipólito.